# Сокирин
Соки́рин — село в Україні, у Козелецькій селищній громаді Чернігівського району Чернігівської області. Населення становить 117 осіб. До 2020 орган місцевого самоврядування — Сираївська сільська рада.

## Історія
З давніх часів навколишні землі входили до складу Остерського повіту Київського князівства. З 1426 повітом управляв князь Дмитро Семенович Зубревицький на прізвисько Сокира. Можливо, князь Дмитро й заснував Сокирин, назвавши поселення на свою честь.
Хоч офіційна дата заснування — 1750, однак поселення під назвою Секърина хутор (як і багато навколишніх поселень) було згадане в переписній книзі Сибирского приказу №495 (1666). На хуторі мешкали Сидорко Захарченко, в якого був віл, та Івашко Кузмин, у якого була коняка.
Згідно з Генеральним слідством Київського полку станом на 1726 р. въ деревнѣ Сокиринѣ 3 двори згідно з універсалом полковника Танського від 1721 року були дані в тимчасове користування Носівському сотнику Івану Прутянулу.
Сокирин, поряд із Заворичами, був місцем відпочинку купців і торговців після денного переходу по Чернігівському тракту.
12 червня 2020 року, відповідно до розпорядження Кабінету Міністрів України № 730-р «Про визначення адміністративних центрів та затвердження територій територіальних громад Чернігівської області», увійшло до складу Козелецької селищної громади.
19 липня 2020 року, в результаті адміністративно - територіальної реформи та ліквідації Козелецького району, село увійшло до складу Чернігівського району Чернігівської області.

## Політика

### Парламентські вибори, 2019
На позачергових парламентських виборах 2019 року у селі функціонувала окрема виборча дільниця № 740302, розташована у приміщенні фельдшерсько-акушерського пункту.
Результати
- зареєстровано 87 виборців, явка 81,61%, найбільше голосів віддано за «Слугу народу» — 33,80%, за Всеукраїнське об'єднання «Батьківщина» — 23,94%, за «Силу і честь» — 11,27%[6]. В одномандатному окрузі найбільше голосів отримав Борис Приходько (самовисування) — 44,78%, за Сергія Коровченка (самовисування) — 16,42%, за Олега Дмитренка (самовисування) — 13,43%[7].

## Населення

### Мова
Розподіл населення за рідною мовою за даними перепису 2001 року:
| Мова       | Кількість | Відсоток |
| ---------- | --------- | -------- |
| українська | 179       | 98.35%   |
| російська  | 3         | 1.65%    |
| Усього     | 182       | 100%     |

## Церква
У селі є православна Свято-Феодосіївська церква, збудована в 1900—1902 роках. Являє собою дерев'яну, хрещату, п'ятидільну споруду. Південні й північні рамена — прямокутні у плані, обабіч гранчастої апсиди — невеликі зруби ризниці й паламарні. Видовжений західний притвор сполучається з наметовою двох'ярусною дзвіницею типу «четверик на четверику». Над середхрестям — восьмерик із наметовою банею, увінчаною ліхтариком. Зберігся іконостас та ікони XVIII—XIX ст.